# Sven-Olof Olin
Sven Olof (Sven-Olof) Olin, född 5 januari 1920 i Göteborgs Carl Johans församling i Göteborgs och Bohus län, död 9 oktober 2013 i Täby församling i Stockholms län, var en svensk militär.

## Biografi
Olin avlade studentexamen 1939. Han avlade officersexamen 1942 och utnämndes samma år till fänrik vid Skaraborgs flygflottilj, varefter han befordrades till löjtnant 1944. Han var lärare vid Kungliga Flygkadettskolan 1946–1950, gick Allmänna kursen vid Flygkrigshögskolan 1947–1948, befordrades till kapten 1949 och gick Stabskursen vid Flygkrigshögskolan 1949–1950. Åren 1950–1953 var han militärassistent vid Försvarets forskningsanstalt, varpå han var divisionschef vid Blekinge flygflottilj 1953–1955. År 1955 befordrades han till major, varefter han var utprovningschef vid Försökscentralen i Flygförvaltningen 1955–1957 och flygchef vid Blekinge flygflottilj 1957–1959. Han befordrades 1959 till överstelöjtnant och var chef för Försökscentralen i Flygförvaltningen 1959–1966. Han befordrades till överste 1963, var chef för Systeminspektionen vid Flygstaben 1966–1967 och var tillförordnad chef för Flygplansavdelningen i Flygförvaltningen 1967–1968. År 1968 befordrades han till generalmajor, varefter han var chef för Flygmaterielförvaltningen (från 1972 Huvudavdelningen för flygmateriel) vid Försvarets materielverk 1968–1980. Han var krigsmaterielinspektör 1980–1981 och därefter generaldirektör och chef för Flygtekniska försöksanstalten 1981–1986. Olin pensionerades från försvarsmakten 1987.
Sven-Olof Olin invaldes 1974 som ledamot av Kungliga Krigsvetenskapsakademien. Han är begravd på Skogsö kyrkogård.

## Utmärkelser
- Kommendör av första klass av Svärdsorden, 6 juni 1969.[5]